# شیاتسو
شیاتسو
شیاتسو (به انگلیسی: shiatsu)(به ژاپنی: کانجی :指 圧هیراگانا :しあつ) در تکنیک‌های ماساژ ژاپنی به صورت کلمه به کلمه به معنی «فشار انگشت» است: کلمه "shi" به معنای "انگشت" و "atsu" به معنای فشار است.
هیچ مدرک خوبی در دست نیست که شیاتسو به عنوان یک روش درمانی مؤثر باشد.  

## تاریخچه
شیاتسو از سبک Anma تکامل پیدا کرد لذا یک سبک ژاپنی ماساژ است که در 1320 توسط آکاشی کان ایچی توسعه یافته است.  

## نحوه انجام ماساژ شیاتسو
درست مانند طب فشاری و طب سوزنی، باور رایج بر این است که تمرینات شیاتسو بر ۱۴ کانال انرژی، که هر کانال مربوط به یک عضو مهم بدن است، تاثیر مثبت دارد. این ۱۴ کانالهای انرژی به عنوان یک کانال با عنوان کانال چی در بدن جریان پیدا می‌کند. و حرکت این جریان بدون هیچ گونه مانعی برای سلامتی خوب است.

## مریدین‌ها یا کانالهای انرژی چی
۱-ریه
۲-رودهٔ بزرگ
۳-معده
۴-طحال
۵-قلب
۶-رودهٔ کوچک
۷-مثانه
۸-کلیه
۹-پرکارد
۱۰-گرم‌کنندهٔ سه‌گانه
۱۱-صفرا
۱۲-کبد
۱۳-حکومت و راهبری
۱۴-تولید